# Трипразеодимрутений
Трипразеодимрутений — бинарное неорганическое соединение, интерметаллид празеодима и рутения с формулой RuPr3, кристаллы.

## Получение
- Сплавление стехиометрических количеств чистых веществ:

{\displaystyle {\mathsf {3Pr+Ru\ {\xrightarrow {1000^{o}C}}\ RuPr_{3}}}}

## Физические свойства
Трипразеодимрутений образует кристаллы ромбической сингонии, пространственная группа P nma, параметры ячейки a = 0,7379 нм, b = 0,9768 нм, c = 0,6435 нм, Z = 4, структура типа карбида железа Fe3C.
Соединение образуется по перитектической реакции при температуре ≈1000 °C.
При температуре 25 К в соединении происходит антиферромагнитное упорядочение